# Венансиу-Айрис
Венансиу-Айрис (порт. Venâncio Aires) — город и муниципалитет в Бразилии, входит в штат Риу-Гранди-ду-Сул. Составная часть мезорегиона Восточно-центральная часть штата Риу-Гранди-ду-Сул. Входит в экономико-статистический микрорегион Санта-Крус-ду-Сул. Население составляет 64 524 человека на 2007 год. Занимает площадь 773,239 км². Плотность населения — 83,4 чел./км².
Праздник города — 11 мая.

## История
Город основан 11 мая 1891 года.

## Статистика
- Валовой внутренний продукт на 2004 составляет 1 222 543 000,00 реалов (данные: Бразильский институт географии и статистики).
- Валовой внутренний продукт на душу населения на 2004 составляет 18 666,00 реалов (данные: Бразильский институт географии и статистики).
- Индекс развития человеческого потенциала на 2000 составляет 0,793 (данные: Программа развития ООН).

## География
Климат местности: субтропический. В соответствии с классификацией Кёппена, климат относится к категории Cfa.